# Профессиональное училище № 21 (Ишимбай)
Профессиональное училище № 21 г. Ишимбая — государственное образовательное учреждение начального профессионального образования в городе Ишимбае, одно из старейших профучилищ Башкортостана.

## История
1 декабря 1940 года в городе Ишимбае открылось ремесленное училище № 2 согласно Указу Президиума Верховного Совета СССР «О государственных трудовых резервах» от 2 октября 1940 года.
В 1941 году для нефтяной промышленности было подготовлено 60 рабочих-нефтяников. В 1942 году их было 437, в 1943 году — 698, всего за годы войны 1700 специалистов.
За 70 лет профучилище подготовило 18 тысяч специалистов для отраслей нефтяной промышленности, машиностроения и транспорта, легкой промышленности.
В настоящее время училище успешно сотрудничает с базовыми предприятиями города: НГДУ «Ишимбайнефть», ЗАО «ИФТИ», ЗАО «ИЧФ».

### История переименований
- Сформировано в 1940 году как Ремесленное училище № 2.
- В 1963 году Ремесленное училище № 2 переименовано в ГПТУ-28
- В 1975 году ГПТУ-28 переименовано в СГПТУ-28
- В 1984 году СГПТУ-28 переименовано в СПТУ-21
- В 1995 году СПТУ-21 переименовано в ПУ-21
- В 1999 году ПУ-21 переименовано в ГОУ НПО ПУ-21

## Знаменитые ученики
5 Героев Социалистического труда: Аллаяров Ричард Хайруллович, Анатолий Дмитриевич Шакшин, Файзуллин Мидхат Мусеевич, Петров Григорий Кузьмич, Суздальцев Александр Иванович